# Rødovre Mighty Bulls
Rødovre Mighty Bulls je hokejový klub z Rødovre, který hraje Dánskou hokejovou ligu v Dánsku.
Klub byl založen roku 1961. Jejich domovským stadionem je Rødovre Skøjte Arena s kapacitou 3500 lidí.